# Gråkindad mestimalia
Gråkindad mestimalia (Mixornis flavicollis) är en fågel i familjen timalior inom ordningen tättingar.

## Utseende
Gråkindad mestimalia är en liten (13–14 cm) timalia. Ovansidan är beigebrun, hjässan roströd. Undertill är den ljust rostbeige på bröstet. På huvudet syns grått på tygel och örontäckare, ljusgult öga och svart näbb. Fåglar på Kangeanöarna, av vissa urskilda som en egen art, skiljer sig genom istället gråaktig hjässa, olivgrön ovansida och mer ljusgul på bröstet.

## Utbredning och systematik
Fågeln förekommer i låglänta områden på östra Java. Tidigare behandlades kangeanmestimalian (Mixornis prillwitzi) som en underart till gråkindad mestimalia. Denna urskiljs dock allt oftare som egen art.

### Släktestillhörighet
Arten placerades tidigare i Macronus/Macronous (se artikeln om korrekt stavning). Studier visar dock att arterna urskilda i Mixornis står närmare Timalia.

## Levnadssätt
Gråkindad mestimalia hittas i låglänta områden, i tät undervegetation i öppen skog. Den ses vanligen i smågrupper, metodiskt födosökande genom snårig vegetation på jakt efter insekter och deras ägg. 

### Häckning
På västra Java häckar arten mellan februari och april. Boet är en ihålig boll av vegetabilier som placeras nära marken. Däri lägger den två ägg. Boparasitism av tvärstjärtad drongogök har rapporterats.

## Status och hot
Arten har ett stort utbredningsområde, men tros minska i antal, dock inte tillräckligt kraftigt för att den ska betraktas som hotad. Internationella naturvårdsunionen IUCN listar arten som livskraftig (LC).